# 渡辺唱
渡辺 唱（わたなべ の となう）は、平安時代末期の武将。源頼政の郎党。

## 人物
1180年（治承4年）、以仁王と主君・源頼政が挙兵すると以仁王の挙兵において頼政に従い出陣した。
敵方の平知盛の圧倒的な軍勢によって、頼政方は戦死者が増えて、護衛する人数は次第に減り、頼政はもはやこれまでと念仏を唱え、渡辺唱が介錯を行った（介錯後に頼政に殉じたとも）。